# 冠氏县
冠氏县，中国古县名。
隋朝开皇六年（586年）析馆陶县地置，治所在今山东省冠县北。属武阳郡。唐朝初年，属毛州，后属魏州。北宋时，属大名府，金朝不改。元朝初年，属东平路，至元六年（1269年）升为冠州。